# Mi prima Ciela
Mi prima Ciela, est une telenovela vénézuélienne diffusée en 2007 par RCTV.

## Distribution
- Mónica Spear - Graciela Andreína Zambrano Ávila "Ciela"
- Manuel Sosa - David Espinoza Urdaneta "Vido"
- Flavia Gleske - Maite Esperanza Muñoz Ávila
- Jeronimo Gil - Abel Méndez
- Raquel Yánez - Silvia Constanza Toscani Ávila
- Guillermo Pérez - Rafael Rengifo
- Amanda Gutiérrez - Ileana Ávila ex de Muñoz
- Daniel Alvarado - Alberto Zambrano
- Flor Núñez - Gimena Ávila de Zambrano
- Nacho Huett - Cristóbal Acosta
- Claudia Moreno - Fernanda Rendiles
- Crisbel Henríquez - Nancy Ruiz
- Adolfo Cubas - Esteban Espinoza
- Margarita Hernández - Arminda Ávila viuda de Toscani
- Loly Sánchez - Azucena de Méndez
- Belén Marrero - Bernarda Urdaneta
- Elena Toledo - Rocio Tejera
- Francis Rueda - Tirsa
- Jorge Palacios - Roberto
- Adita Riera - Sor Esperanza Ávila "Sor Canario"
- Leopoldo Regnault - Flavio Méndez
- Betty Ruth - Aurelia de Muñoz
- Juan Carlos Martínez - Marco Antonio
- Jesús Cervó - Héctor Bermúdez